# 大塚翼
大塚 翼（おおつか つばさ、1993年1月18日-）は、日本プロ麻雀協会に所属する競技麻雀のプロ雀士。

## 経歴
麻雀最強戦2022ではファイナルに出場する も2023では1回戦敗退。このときの出場者が赤坂ドリブンズとEX風林火山の面々だったので髪の色をチームカラーであるグリーンとレッドにした。
2023年3月12日、第26回BIG1カップで優勝した。